# Mendoza (provins)
 For alternative betydninger, se Mendoza (flertydig). (Se også artikler, som begynder med Mendoza)
Provinsen Mendoza (spansk: Provincia de Mendoza) er en provins, som ligger i det vestlige Argentina. Naboprovinser er San Juan, San Luis, La Pampa, Río Negro og Neuquén. I vest ligger Chile. Mendoza dækker et areal på 148.827 km2
og har et befolkningstal på 2.043.540 (2022) indbyggere. Hovedstaden hedder Mendoza. 
Mendoza er en jordbrugsprovins og er den vigtigste af flere frugt- og vinproducerende regioner i Argentina. Hvert år i februar eller marts holdes den store høstningsfestival Fiesta de la Vendimia